# Heeresgruppe Ostmark
Heeresgruppe Ostmark was een legergroep van het Duitse leger tijdens de Tweede Wereldoorlog. Deze Heeresgruppe werd vermoedelijk op 30 april 1945 opgericht en werd opgeheven op 8 mei 1945 als gevolg van de algehele capitulatie van Duitsland. De daadwerkelijke oprichtingsdatum is overigens niet meer te achterhalen omdat de bondsarchief met betrekking tot Heeresgruppen in de Tweede Wereldoorlog tot maart 1945 bijgewerkt is. 

## Geschiedenis
Na Operatie Frühlingserwachen, waar Heeresgruppe Süd vernietigend werd verslagen, trokken de restanten ervan zich terug naar Oostenrijk. Daar werd zij op 30 april 1945 omgedoopt tot Heeresgruppe Ostmark. De Oostenrijkse Generaloberst Lothar Rendulic die op 25 maart het commando over Heeresgruppe Süd van General der Infanterie Otto Wöhler overgenomen had, bleef het commando over Heeresgruppe Ostmark houden tot 8 mei 1945. 
Rendulic gaf zich op 7 mei in Rothschildschloss in Waidhofen an der Ybbs aan de Amerikaanse 3e Leger over. De dag erna ging hij met zijn staf in Amerikaanse krijgsgevangenschap.

## Commando
| Datum                  | Bevelhebber                   |
| april/mei - 8 mei 1945 | Generaloberst Lothar Rendulic |

## Eenheden
| Periode        | Eenheden                               |
| april/mei 1945 | 8e Leger, 6e Leger, 6e SS-Pantserleger |